# حارس شخصي (مسلسل)
حارس شخصي (بالإنجليزية: Bodyguard)، هو مسلسل دراما بريطاني من تأليف جيد ميرسوريو ومن إنتاج وورلد بروداكشينز لصالح قناة بي بي سي.المسلسل من بطولة ريتشارد مادن وكيلي هاويس. بدأ عرض المسلسل على قناة بي بي سي وان يوم 26 أغسطس 2018، وحقق أعلى نسبة مشاهدات لدى قنوان بي بي سي منذ 2008.

## الاستقبال
شاهد 10.4 مليون شخص الحلقة الأخيرة مباشرة.
كان هناك نقد في الحلقة السادسة من المسلسل حيث انتقدت الكاتبة جيس لي من موقع «ديجيتال سباي» شخصية نادية واعتبرتها متأثرة بالإسلاموفوبيا، لأنه برأيها وعلى الرغم من سعي القصة لهدم الصورة النمطية للمرأة المسلمة (أنها مضطهدة من قبل رجال مسلمين)، إلَّا أن «البعض اعتبر أنها عَزَّزَت من صور نمطية سلبية أخرى وهي أن المسلمين، رجال ونساء، هم إرهابيون».

## روابط خارجية
- حارس شخصي على موقع IMDb (الإنجليزية)
- حارس شخصي على موقع ميتاكريتيك (الإنجليزية)
- حارس شخصي على موقع روتن توميتوز (الإنجليزية)
- حارس شخصي على موقع نتفليكس (الإنجليزية)
- حارس شخصي على موقع كينوبويسك (الروسية)
- حارس شخصي على موقع ألو سيني (الفرنسية)
- حارس شخصي على موقع قاعدة بيانات الفيلم (الإنجليزية)